# Wörterbuch der deutschen Winzersprache
Das Wörterbuch der deutschen Winzersprache ist ein Fachsprachenwörterbuch zur älteren Terminologie des Weinbaus vor seiner Technisierung und Mechanisierung. Im Untersuchungsgebiet sind ein Großteil der deutschen Mundarten vertreten. Es umfasst alle Weinbaugebiete Deutschlands sowie die deutschsprachigen Weinbaugebiete bzw. Sprachinseln in Luxemburg, Frankreich, Österreich, Südtirol, Polen, Schweiz, Liechtenstein, Tschechien, der Slowakei, Ungarn, Slowenien, Kroatien, Bosnien-Herzegowina, Jugoslawien, Rumänien, Moldawien, in der Ukraine, in Russland, Georgien und Aserbaidschan. Das Ziel dieses Wörterbuchs besteht in der semasiologischen und onomasiologischen Darstellung des dialektalen Fachwortschatzes am Beispiel der Winzersprache.
Träger des Wörterbuchs war die Akademie der Wissenschaften und der Literatur zu Mainz. Bearbeitet wurde es in Kaiserslautern in Zusammenarbeit mit der Universität des Saarlandes (Projektleiter: Wolfgang Haubrichs, Arbeitsstellenleiterin: Maria Besse, Mitarbeiter: Roland Puhl). Die Erstellung des Wörterbuches wurde im Rahmen des Akademienprogramms gefördert, das von der Union der Akademien der Wissenschaften koordiniert wird.

## Darstellung
Das Fachwörterbuch wird nicht wie herkömmlicherweise nach Buchstabenstrecken, sondern einzelnen Sachbereichen erarbeitet. Es ist streng alphabetisch nach Stichwörtern gegliedert, die sich auch an der neuhochdeutschen Standardsprache orientieren. Bei einer Beschränkung auf den eigentlichen Fachwortschatz ist ein Stichwortbestand von etwa 20.000 Einträgen zu erwarten.
Die Wort- und Verweisartikel werden durch Zentralartikel ergänzt, die durch Präsentation der Sachkunde, Synonymik und Heteronymik und durch Verweise auf den WKW eine inhaltliche Vernetzung herstellen. Eine dem Wörterbuch beigegebene Semantikliste übt eine ähnliche Vernetzungsfunktion aus.

## Geschichte
- Erste Pläne: seit 1993
- Projektgründung: 1998
- Übernahme der Trägerschaft durch die Mainzer Akademie: 1999
- Online-Wörterbuch (winzersprache.de) seit 2004
- Laufzeit: 12 Jahre, vier Jahre zum Abhören der Tonträger, 7 Jahre zum Erarbeiten des Wörterbuchtextes und 1 Jahr für die Publikation
- Schließung der Arbeitsstelle: 31. Dezember 2011

## Materialbasis
Grundlage des Wörterbuchs bilden die über 500 Tonbänder und Kassetten aus allen deutschen und ehemals deutschsprachigen Weinbaugebieten Mittel-, Südost- und Osteuropas mit den dazugehörigen Mitschriften, die im Rahmen des abgeschlossenen Akademieprojekts Wortatlas der kontinentalgermanischen Winzerterminologie (WKW) vorwiegend in den Jahren 1981–1985 aufgenommen wurden. Vier bis fünf Stunden beträgt die durchschnittliche Dauer der Interviews, die mit Hilfe eines 398 Fragen umfassenden Fragebogens von mehreren Exploratoren – überwiegend vor Ort – durchgeführt wurden. Für einige Orte liegen mehrere, zeitlich gestaffelte Aufnahmen vor.

## Sachbereiche
Der teilweise bereits historisch gewordene Winzerwortschatz umfasst folgende Sachbereiche:
- Rebe und Rebsorten
- Weinberg
- Weinbergsarbeit
- Traubenlese, Presse und Mostbereitung
- Weinbereitung und Wein
- Weingenuss
- Winzerbrauchtum

## Publikationsstand
Es werden insgesamt vier verschiedene Versionen auf CD-ROM und DVD und ein zweibändige gedruckte Version angeboten.
- Maria Besse, Wolfgang Haubrichs, Roland Puhl: Wörterbuch der deutschen Winzersprache. Ein europäisches Fachwörterbuch zur Sprache und Kultur des Weines (WDW). S. Hirzel Verlag, Stuttgart 2009, ISBN 978-3-7776-1672-8. Auf Original-Interviews mit Winzern aus über 20 Staaten beruhend behandelt die „WDW-DVD 4“ die Themen Mostbereitung, Fässer und Maße. Sie stellt durch die Verknüpfung von Text, Bedeutung, Bild, Ton und Karte vielfältige Suchfunktionen bereit. Die DVD 4 enthält alle früheren CD-ROM- und DVD-Lieferungen.
- Maria Besse, Wolfgang Haubrichs, Roland Puhl (Hrsg.): Weinwörter – Weinkultur. Ein europäisches Fachwörterbuch im linguistischen, historischen und kulturellen Kontext. Beiträge des internationalen und interdisziplinären Kolloquiums Institut für pfälzische Geschichte und Volkskunde in Kaiserslautern, am 14./15. September 2007. Akademie der Wissenschaften und der Literatur, Mainz 2009. Abhandlungen der Geistes- und sozialwissenschaftlichen Klasse. Jahrgang 2009, Nr. 3, Franz Steiner Verlag, Stuttgart 2009, ISBN 978-3-515-09438-2 (Einzelveröffentlichung).
- Maria Besse, Wolfgang Haubrichs und Roland Puhl: Wörterbuch der deutschen Winzersprache. Ein europäisches Fachwörterbuch zu Sprache und Kultur des Weines. 2 Bände. S. Hirzel Verlag, Stuttgart 2022, ISBN 978-3-7776-2234-7.